# Kaempferia rotunda
Kaempferia rotunda es conocida en Filipinas como "doso" o "dusu" y en Hispanoamérica como "resurrección", es una especie de planta de la familia del jengibre. Es originaria de China (Guangdong, Guangxi, Hainan, Taiwán, Yunnan), India, Nepal, Assam, Bangladés, Indochina y ampliamente cultivada en otros lugares. Según los informes, se ha naturalizado en Java, Malasia y Costa Rica.

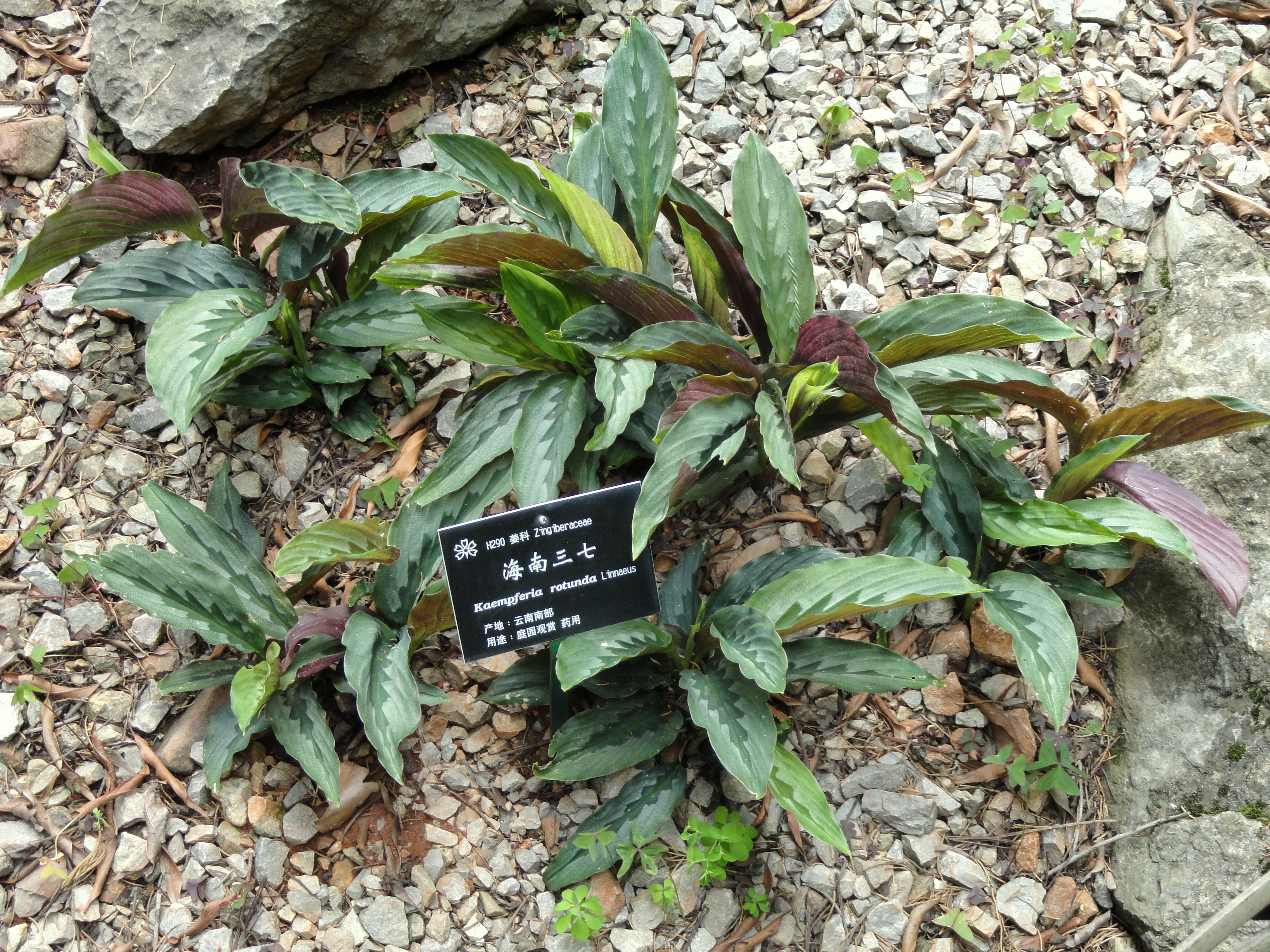
Follaje de K. rotunda posterior a la Floración

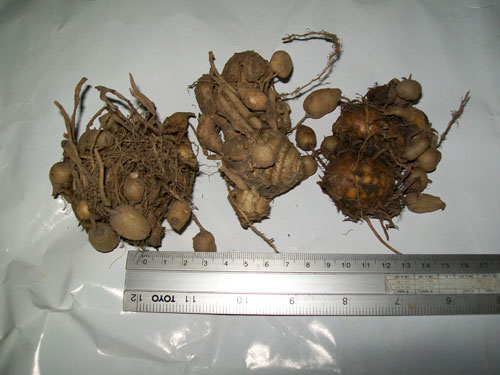
Rizomas (Raíces o jengibres) de K. rotunda

Kaempferia rotunda (blackhorm, sánscrito: भूमीचम्पा, en kannada: Sampige nela) Hindi: भूमी चम्पा malayalam: ചെങ്ങനീർകിഴങ്ങ് / മലങ്കൂവ) es una planta picante con muchos usos medicinales en los sistemas medicinales ayurvédicos y alopáticos. Esta planta también se llama champa bhumi, azafrán de la India, el jengibre pavo real, y galangale ronda arraigada.
K. rotunda se encuentra en varias partes de la India y las regiones colindantes, pero rara vez en la naturaleza. La planta es cultivada en pequeños viveros de hierbas para aplicaciones en preparación de medicamentos. Su nombre sánscrito bhumi champa (floración desde tierra) indica que la flor de color índigo crece desde el suelo. De hecho, la flor surge mucho antes las frondosas hojas de color blanquecino, la flor y la hoja no se ven nunca al mismo tiempo.
La flor contiene el benzoato de bencilo, toxina utilizada para hacer ungüentos para tratar la sarna. Esta planta se hierve y su aceite se utiliza para tratar la picazón. Tiene potenciales efectos antioxidantes.
En Hispanoamérica, y más específicamente en El Salvador, se le conoce como "Resurrección", puesto que al término de la estación lluviosa (aprox. al final del mes septiembre) sus hojas comienzan a secarse y a desprenderse del suelo, y la planta aparenta secarse por completo. No obstante, al año siguiente, justo al inicio de la estación lluviosa, –que por lo general coincide con Semana Santa– sin previo aviso la planta comienza a florecer nuevamente y cumplir así su ciclo vital. De igual manera, en estas latitudes, generalmente no produce más que una flor a la vez de una manera muy específica: por la madrugada aparece una flor nueva que se seca durante la noche, para así dar paso a otra flor al día siguiente.

## Detalles adicionales
Es una de las Kaempferia de mejor aspecto. Tiene hojas delgadas altas y elegantes con un llamativo patrón en la superficie superior y un lavado marrón en la parte inferior. La planta crece hasta 18 pulgadas de alto y se cultiva en el sol directo hasta la media sombra. Al igual que la rotunda regular, fragantes flores aparecen por primera vez antes de las hojas.
Las especies de Kaempferia  –llamadas jengibre 'pavo real'– son cultivadas por sus hojas bajas decorativas y con frecuencia variadas. Perfecta como cobertura del suelo, especialmente en la sombra, muchas tienen flores de color púrpura o lavanda. Las plantas están inactivas durante todo el invierno. Son ideales como plantas decorativas en casa.
Los jengibres tienen las flores reinas del mundo vegetal. Son fuente de fragancias maravillosas y poseen un exquisitamente delicado follaje y flores.
Los jengibres disfrutan de una posición especial en el reino botánico, con su elegancia en la forma y la textura, el color brillante y su asombrosa simetría. La palabra jengibre evoca imágenes de un exótico aroma de la comida oriental. Sin embargo el jengibre comestible es sólo una de las aproximadamente 1.300 especies de la muy diversa familia Zingiberaceae. Los jengibres se clasifican como una herbácea perenne y han gozado de popularidad como planta ornamental en Asia y el Lejano Oriente durante siglos. Sólo recientemente han llegado a ser conocidas como ornamentales en América.